# 天上碑
天上碑、新・天上碑-（てんじょうひ、しんてんじょうひ）は、韓国HI-WIN社が開発した、中国武侠の世界を舞台としたMMORPG(Massive Multiple Online Role Playing Game)。日本では株式会社ゲームオンによって運営されている。簡単なインターフェイスと、充実したチャット機能が特徴。独自の成長システムである RTGシステム(Real Time Growth System)により、すべての能力値はレベルアップ時ではなく、リアルタイムで上昇するようになっている。敵モンスターとの戦闘行為（殴る、殴られる、避ける、避けられるなど）などすべてが能力値上昇に意味を持つ。
2011年2月に知的財産権がHI-WIN社からゲームオンの子会社であるGameOn Studioへ移管。これにより開発もGameOn Studioが行うことになった。

## 概要
新・天上碑の日本における運営は2002年10月からであり、比較的古い部類に入るMMORPGである。正式サービス開始の2003年3月では株式会社ゲームオンが運営する唯一のサービスであり、比較的積極的なイベント開催や、ゲームマスターの介入があったが、ゲームオンが運営するオンラインゲーム数を増やしていくにつれて、そういった面でのサービスの充実は見られなくなってきている。
その後一時期はプレイヤー人口が減り、過疎化が進んでいると言われる状況が続いていたが、2006年9月に基本プレイ料金が無料化されてからは新規参入者が増加しているようである。
- 1次βテスト：2002年10月1日開始
- 2次βテスト（オープンベータ）：2002年11月4日開始
- 正式稼動（有料化）：2003年3月14日から
- 新・天上碑として運営開始：2003年10月1日から
- 基本プレイ料金の無料化：2006年9月4日から
- アイテム課金サービスの開始：2006年10月11日から

## プロローグ
江湖に伝説あり。
天に上る者、天下を得るがごとく、天上碑に上るもの、天を得るという。 
小雨降る夜明け前の北亡山 （ほくぼうさん）。 
命をかけ脱出せんとする者たち。 
二人の男、そして3つになったばかりの幼い子供。
正体不明の覆面の者達によって、滅ぼされた第一勢家。 
その最後の生き残りを守ろうと、彼の守護者、日周と小龍は、かつての主君の幼子を抱いて身を潜めた。 
冷えきった道の上で赤い鮮血を吹き散らしながら倒れゆく日周…。
それから15年の歳月が過ぎた。 
孤独の身となりながら、洛陽城の王大侠の手によって育てられ、たくましく成長をとげた、かつての幼子は、武の世界に足を踏み入れることとなる。 
その大きな波乱を想像できないまま…。
天上碑
伝説に向かって、その第一歩を踏み出していく。

## 料金体系
2003年3月14日の正式サービス開始からは月額課金を行っていたが、2006年9月4日からは基本的プレイ料金が無料となっており、2006年10月11日からアイテム課金制へと移行している。
当初はあくまでもプレイ料金(ログイン)が無料であるだけとし､クエスト進行に必要なMAPへは課金を行わないと入場が出来ない仕様で批判を集めていたが､日本オンラインゲーム協会のガイドライン改訂に伴って課金を前提としたクエストは好ましくないとされ､上記の問題は解決した｡

## 稼動サーバ
2016年のサーバー統合により、以下2サーバーとなる
- 風雲独歩(PK可能。「風雲録」+「武林独歩」)
- 天下鳳凰(PK不可。「天下夢双」+「鳳凰飛翔」+「まほろば」)

## キャラクター

### 属性
新・天上碑においてプレイヤーが操作するキャラクターには、「正派」と「邪派」と呼ばれる属性がある。正派はキャラクター名の背景が青、邪派はピンクで表示されることで区別される。
正派、邪派の選択によってステータスの成長や能力値に違いはないが、正派、邪派は互いに違う武技を習得し、属性の違う派閥に加入したり、属性の違うキャラクター同士が結婚することは基本的にはできない。（天上奇經（奇人）は正邪を問わず結婚・派閥への入門が可能）。

### 性別
キャラクターの性別によってステータスの成長や能力値の違いはない。
男女のキャラクターは結婚することができ、結婚によって武技を習得することができる。正派は正派同士、邪派は邪派同士で結婚可能（天上奇經（奇人）は正邪を問わず結婚できる）。

### 職業
新・天上碑には、剣、刀、槍、爪という 4つの職業があるが、職業は洛陽の道場にいる師範に話しかけることでいつでも転職することができる。
他のオンラインゲームとは違い、職業によってステータスの成長や能力値が変化することは一切無いが、爪>刀>槍>剣>爪という職業相性がある。
- 剣： 爪に 0 - 20%ダメージ増
- 爪： 刀に 0 - 20%ダメージ増
- 刀： 槍に 0 - 20%ダメージ増
- 槍： 剣に 0 - 20%ダメージ増

この相性は、PvP時(Player vs Player)に適用されるが、相性が戦闘時に必ずしも有利に働くというわけではなく、キャラクターの変身段位によって変化が生じる。
| 段 位      | 1 段           | 2 段           | 3 段           | 4 段           | 5 段            | 換骨奪胎者     | 天上奇經（護） |
| 被ダメージ | 基本値 20%増加 | 1%減少 19%増加 | 3%減少 17%増加 | 6%減少 14%増加 | 10%減少 10%増加 | 15%減少 5%増加 | 20%減少 0%増加 |

- 天上奇經 （覇・巧） は換骨奪胎者と同じ
- 「職業相性牌」を装備することにより対人戦闘ダメージを軽減することができる。

## 段位とキャラクター外観の変化

### 1段～5段まで
キャラクターはある一定のクエストをこなすことで、外観が変化していく。5段目の変化までは、見た目の変化以外に能力の変化はない。
昇段するときに、装備していた武器の命中度補正が±3追加されるため、この権利を売るために本職以外の職業の熟練度を成長させたりするプレイヤーも多い。

### 換骨奪胎
通称6段と呼ばれる。それまでの昇段とは違い外観が大きく変化するほか、条件も多くクエストの内容も複雑になっている。換骨奪胎に成功すると、準奇縁武器の取得や、専用武技の習得などが報奨として与えられるだけでなく、敏捷性を除くすべてのステータスが初期段階に近いほどに戻されるのが特徴。ただしそこからの再成長が非常に早くなる｡導入当初は本段位をスキップして上位の奇人へと昇段を行うことが可能であったが､メリットは少なくその後のアップデートで必須クエストとされ､2018年現在､奇人・仙人を目指していくためには必ず通過しなければならない。

### 天上奇經（奇人）
さらに長く厳しいクエストをクリアすることで到達できる段位。次の仙人が実装されるまでは最高段位であった。外観の変化のほか、専用武技を習得できる。
天上奇經には、護・覇・巧・幻の4種類があるが、変身当初は全員が護である。この4種類は、それぞれ外観が異なるほか、クリティカルが発生しやすかったり、職業相性を無効化できたりと特徴がある。アイテム課金サービスを利用して他の天上奇經への変身をすることも可能である。

### 仙人
2006年10月14日のアップデートによって導入された当時の最高段位。さらに外観が変化し、専用武技・専用武器などが用意されている。

仙人になるためには専用に用意された10段階の新しいストーリークエストを全制覇することが必要。また、天上奇經でなければ仙人には挑戦できない。

この後、さらに2次仙人(浮雲万里＆花様年華＆陰陽大道）、3次仙人初級～上級（神化之境）､4次仙人が実装される。

#### 二次仙人
２次仙人にはクエストの進行段階に応じてそれぞれ昇段クエストが設定されている｡それぞれの違いは、

先ず浮雲万里によってステータス上昇と新武技（範囲攻撃）の習得及び新防具の獲得

次に花様年華によりプレイヤーキャラのグラフィックの変化と遠距離武技の獲得

最後に陰陽大道により新武器を獲得

と、三段階を経て２次仙人は完成する。

つまり、どれも２次仙人であるが、進行度により呼称は変化する。

#### 三次仙人
三次仙人にも二次仙人と同様､クエストの進行具合に応じて初級/中級/上級と容姿が変化する｡

特に三次仙人上級に関しては装備だけではなく非常に高いステータスも要求され､難易度が極端に高い｡

2018年のアップデートにてクエスト難易度が緩和された｡

#### 四次仙人
2018年7月のアップデートにて実装された最高段位｡

三次仙人上級から更に難易度が上昇しており､実装されている理論値装備を用いても狂爆イベント時を利用しない限りクリアは困難｡

### 月下太刀
仙人指路以上であることが条件。アイテムによって変身。ＰＶＰで魔仙に大ダメージを与えられる武技を有する。
なお武技は使い捨てであり、ＬＶ１０以上で使用不可になる。

### 八天鬼
神将指路以上であることが条件。三次仙人中級からの昇段クエストではあるが､その後のクエストで八天鬼クエストと独立したジャンルとなった｡
クエスト中に入火走魔状態になり、ＨＰと気力が一定時間（３２００秒）減り続ける。この状態は一定数のアイテムで解除可能。
（公式公文よりhttp://tenjouhi.pmang.jp/member/information/info_info.asp?num=300）

## ステータスとRTGシステム
キャラクターは戦闘時に発生する行為（殴る、殴られる、避ける、避けられるなど）の回数に応じて成長するという、RTGシステム(Real Time Growth System)が採用されている。レベルアップ時にポイントを振り分けるようなものではないため、ステータス成長のために、あるモンスターを延々とダメージ1で叩き続ける「放置」と呼ばれる育て方などが通常に行われる点に特徴がある。また、こうした放置行為によってキャラクターが成長するため、他人のキャラクターのレベル（名声）だけでは、実際の強さを測ることはできない（大体の予想はできるが）。また、このシステムにより、武器の命中率や、アクセサリの特殊効果である回避率等で成長過程が変わるため、命中率や回避率の値が高いもの（または低いもの）は非常に貴重とされる。さらに、修錬付与値と呼ばれる、ステータス成長に影響を及ぼす数値0～5が存在し、服（上下）の修錬付与値は攻撃耐性・具足の修錬付与値は熟練度・靴の修錬付与値は敏捷性に、それぞれ影響がある。

### 名声
他ゲームで言うところのいわゆる「レベル」にあたる。敵モンスターを倒して得た経験値により上昇する。名声が上がるにつれ体力の最大値も上昇する。攻撃されても死ににくくなるという点や、クエストの発生条件に名声値がある程度以上になっていることというものが多いため、非常に重要なステータス。以前は派閥の収容人数として当主の名声1/10という枠が設けられていたが、アップデートによって派閥の人数上限は50名に固定された。他ステータスの例に漏れず、成長リミッターが設けられているが、アップデートで都度緩和されている。(2017年3月現在のリミッターは3200)

### 力
敵を攻撃し、命中させることで上昇する。力は攻撃力に直結しており、また力が1上がると、所持できる総重量が10上昇する。 ステータス上限不明。

### 攻撃耐性
敵モンスターから攻撃を受けることで上昇し、防御力に影響する。また、攻撃耐性が1上昇することで、体力1が増加する。

運営国によって扱いが大きく異なり、日本では5000リミッター以外の上限無し、韓国ではリミッター有り(詳細不明)、台湾では5000が上限値となる。

基本的にはダメージ ＝ (攻撃力-耐性値A)×耐性カット(耐性/10000)で計算されるが、2014年のアップデートで耐性カットに上限が設けられ、最大でも75％カットとなった。

越えた分に関しては対人戦での武技ダメージカット(最大24.9%)で計算される

### 敏捷性
敵モンスターの攻撃を避けることで上昇し、敵モンスターを攻撃する回数に影響する。敏捷が高いほど追加攻撃の発生率が上昇する。追加攻撃（2連撃）は、敏捷／700の確率で発生。3連撃は、（敏捷－700）／700の確率で発生する。

2007年11月28日のアップデートにより敏捷の上限が2100まで引き上げられ、これにより4連撃が発生することになった。確率は、（敏捷－1400）／700となる。

2016年のアップデートにより、最大成長率は2100までだが装備によって2800まで上乗せが可能になり、5連撃が発生することとなった。2100を越えた分については1/10の上昇率とされるため、最大値に到達するには装備だけで+7000もの敏捷を確保することが必要。この状態での連撃発生時は攻撃モーションが変化する。また三次仙人以降の連撃に関しては別抽選となるため、最大で6連撃が可能。

### 熟練度
敵モンスターに対する攻撃を外したことで上昇する。武器を扱う熟練度を表し、それぞれの武器の熟練度は攻撃力に大きな影響を及ぼす。以前は、熟練度が上がることでキャラクターの見た目（段位）が変化していたため、熟練に特化して成長させるプレイスタイルが流行したが、2003年6月17日のアップデートによって、変身がクエストになってからは、そうした傾向はなくなっている。

2017年3月現在、段位に比例してのステータス上限が設けられている｡2017年6月のアップデートにより三次仙人以降の上限が緩和された｡(以前の上限は5137だが､上限ではなく二次リミッター扱いとなり5137以降は通常育成による成長が極端に遅くなっている)

### ステータスペナルティ
通称ステペナ。キャラクターの段位に対し、内部的に成長率が遅くなる上限値が存在する。本機能は韓国運営では数値を含めて明確に提示されているが、その他の運営国ではペナルティの存在すら公式としては未公表｡

上限値に到達した場合はステータスの成長にペナルティが発生するため、転生時のボーナス等を極限まで得ようとするとそれ相応の時間が必要となる。

2017年現在、三次仙人に到達するとペナルティは解除される。

### ステータスリミッター
上記のステペナとは別に、各ステータスが一定値以上に到達すると成長が極端に悪くなるリミッターが存在する。リミッターについては具体的な名言は避けつつも公式より存在が示唆されており、アップデートで都度開放される形式となる。(2017年現在、日本では名声以外のリミッターが解除されたことはない)

### ステータス上限
上記リミッターとは別に、各ステータスにおいて上限値が設定されている。

上限値に到達した場合、通常プレイでは全くステータスが上昇しなくなり、クエストやアイテムを利用してステータスを上昇させる必要がある。

運営国によって各ステータスの上限値は異なっており、基本的に公表されていないが、例外として耐性など公表された例がある。

## クエスト

### 一般クエスト
新・天上碑では、βテストの頃から数多くのクエストを売りにしていたが、実際には一般のオンラインゲームから比べるとクエストの数は非常に少なかった。色々な武技を習得するためのクエストはいくつかあったが、ゲーム開始直後においてプレイヤーを指南していくようなクエストが欠けていたため、プレイヤーは始まったとたん何をしていいのか分からないという状況に陥ることが多かったようである。幸いなことにチャット機能が優れていたため、プレイヤー同士で教えあって進めていくことができたものと思われるが、後に「初心者クエスト」が追加された。

### ストーリークエスト
3幕10章の「ストーリークエスト」もβテストの頃から宣伝材料にされていたが、最後の10章までが揃ったのはかなり後になってからであった。4章目がすでに換骨奪胎というハードルの高すぎるクエストであったり、途中の章が非常に短く簡単で、数合わせだけではないかと批判されたりもしたが、10章までをクリアすると、キャラクターの出生の秘密を知ることができ、天上奇經の段位に到達することができる。また、仙人の実装に伴い新たに10章以降のストーリークエストが追加されている。

### 名声別クエスト
宣伝とは裏腹に批判されたクエストの少なさを補うために実装されたと思われる。名声80から、現在は1700まである程度の名声を上昇させることで挑戦することができるようになる。大体が特定のモンスターを一定数倒すか、ドロップされるアイテムを一定数集めるという簡単な内容。何度も反復できるものも多い。

## 派閥
新・天上碑における「派閥」は、プレイヤー同士が集まって作ることができる集団で、他のMMORPGなどで血盟、ギルドなどと呼ばれているものとほぼ同義。プレイヤーのキャラクターと同じく、「正派」と「邪派」があり、自分の属性と異なる派閥へは入門することができない（天上奇經（奇人）より上の段位であれば正邪を問わずどちらの派閥にも加入でき、また奇人より上の段位が当主を務める派閥には、正邪どちらの属性のキャラクターも加入できる）。
派閥の最大の特徴としては、他の派閥に宣戦布告することで行うことのできる派閥戦と、城（派閥本陣）システムを利用するための攻城戦がある。どちらも派閥に加入していなければ参加できない。
また派閥の構成員同士は、どのマップにいても会話をすることができ、構成員以外には聞くことのできない専用の派閥チャットを利用することができる。
派閥は、当主（1名）、副当主（最大2名）、幹部（最大8名）の役職者を設けることができる。それ以外の参加者はすべて構成員という名称になる。 
派閥に加入するためには、名声11以上が必要。以前は派閥の収容人数として当主の名声1/10という枠が設けられていたが、アップデートによって派閥の人数上限は50名に固定された。

## 初心者ゾーン「江湖修練館」
プレイヤーは王大侠の指示で、最初にここに来ることになる。内部は修練用の施設が揃っており、試練により多くの熟練度を得られる。以前は洛陽城が初心者ゾーンを兼ねていたが、ここの実装によりその役割をほぼ終えた。

## 邸宅の廃止と民営修練場の実装
以前まで多機能な邸宅が配置されていたが、JPサーバーではこれらを撤廃。

代わりに個人で経営できる修練場を配置された。

修練場は洛陽城掲示板で所有状況を確認でき、購入と維持費の支払いで利用者より銅銭を得られる。

公式告知 http://tenjouhi.pmang.jp/member/information/info_info.asp?num=282&page=1

武林更改告知（修練場の機能紹介含む）http://tenjouhi.pmang.jp/member/information/info_info.asp?num=289&page=2#300